# 東京都観光汽船
東京都観光汽船株式会社（とうきょうとかんこうきせん 英語: Tokyo Cruise Ship Co.,Ltd.）は、東京都に本社を置く海運会社。東京港および隅田川で定期旅客航路（水上バス / 海上バス、後述）を運航している。現在の社名の読みは「とうきょうとかんこうきせん」が正しく、「とうきょうみやこかんこうきせん」ではない。

## 沿革
かつては「とうきょう みやこ かんこうきせん」の読みを公式に使用していた時期もあった。
旅客船の運航を目指した「隅田川汽船会社」は1898年（明治31年）9月に設立し乗車運賃が1銭の蒸気船の運航を始める。
同社の月島–吾嬬橋間の運賃は、1906年（明治39年）に1銭均一にする運転許可が交付される、「一銭蒸気」と通称されるようになる。同年9月3日には、月島–吾妻橋間の運賃を2銭に改定する認可が下りた（東京朝日新聞）。
やがて1989年に至ると好景気を背景に、海にうかぶ「パーティラウンジ」と称して需要が伸びる。
新造船「ヒミコ」の運航は2003年（平成15年）3月より始まった。
2020年東京オリンピックに先立つ2014年2月、国土交通省海事局は「水のまち東京における舟運活性化に関する関係者連絡会」を設立すると水上交通関係者に意見交換と相互連携をよびかけ、これに応じて当社も参加した。同連絡会ではますます増えるであろう訪日外国人観光客対応を視野に置いている。
2014年時点の主な運航は次のとおり。
| 航路                       | 使用船舶 - 船名 - 総トン数 - 旅客定員 | 航路距離 （km） | 運航開始 （年月日）              |
| -------------------------- | ------------------------------------- | --------------- | -------------------------------- |
| 東京湾内周遊               | - ユアータウン他 - 143.00 - 500       | 15.6            | 1958-09-03（S33）                |
| 日の出 – 晴海 – 青海       | - ユアータウン他 - 143.00 - 500       | 7.0             | 1997-02-15（H13、日の出 – 有明） |
| 日の出 – 晴海 – 青海       | - ユアータウン他 - 143.00 - 500       | .0              | 2001-02-15（H13）                |
| 日の出 – しながわ水族館    | - ユアータウン他 - 143.00 - 500       | 7.9             | 2001-02-15（H13）                |
| 日の出 – 台場公園          | - ユアータウン他 - 143.00 - 500       | 3.9             | 2002-04-01（H14）                |
| 将軍航路（日の出 – 青海）  | 御座船 安宅丸 - 486.00 - 500          | 19.0            | 2011-04-13（H23）                |
| 浅草 – 日の出              | ユアータウン他 - 143.00 - 500         | 8.8             | 2001-02-15（H13）                |
| 【凡例】S＝昭和、H＝平成。 |                                       |                 |                                  |

## 運航路線
隅田川を航行する航路は「水上バス」（川航路 / 川船）」、東京港内航路は日の出桟橋を起点とする「海上バス」（海航路 / 海船）と、それぞれの呼称を用いている。いずれの便も公式サイトより乗船券の予約が可能で、エメラルダスラインのコンパートメント席を除き、全席自由席となっている。
2023年9月より、毎週火曜日は全便休航となる。
一部の便を除き、船内で売店を営業する。

### 定期・不定期航路
隅田川ライン
- 浅草吾妻橋 - 浜離宮（下りの一部便のみ[注釈 2]）- 日の出桟橋

航路上の見どころ案内には日本語と英語による自動放送を用いるが、船内で貸出す音声ガイドにより韓国語と中国語にも対応している。土曜日や日曜日・祝祭日には専属の係員が乗船し観光案内をすることもある。
特に潮位が低めの春から初夏にかけて、干潮時には屋上デッキを開放する場合がある。高潮が予想される場合は、船高が低めの船体に代替して運航するか、もしくは欠航する。
浜離宮は川下り方向のみの寄港であるため、浜離宮より乗船し浅草へ向かう場合には、日の出桟橋を経由して隅田川を上る必要がある。また浅草または日の出桟橋より往復乗船券を購入すると、折返し運航となる便に限って途中で下船しないまま、1往復の周遊が可能。
「お花見クルーズ」をサクラの開花時期に運航。定期便の下り便または上り便のどちらか片道のみ通常の運航コースを延長して、隅田川上流の桜橋付近で折返す。おなじく浅草発着の「夜桜船」の運航もあり、船内では舞踊も楽しめる。
お台場ライン
不定期運航、日の出桟橋 - お台場海浜公園
晴海桟橋への寄港は2012年5月31日時点より休止中。
東京湾大華火祭開催時は日の出桟橋 - 晴海に臨時便が運航されていた。

#### 浅草・お台場直通ライン
各船舶が定期点検や修理の場合、並びに潮位が高い場合には休航。
- ヒミコライン
  - 浅草吾妻橋 → お台場海浜公園 → 豊洲 → 浅草吾妻橋
便により始発・終着は異なる。
- ホタルナライン
  - 浅草吾妻橋 - 日の出桟橋 - お台場海浜公園
上り最終便のみ日の出桟橋止まり。
- エメラルダスライン
  - 浅草吾妻橋 - お台場海浜公園

### 主な休航・廃止航路
ヒミコライン（ウォーターズ竹芝経由）
浅草吾妻橋 → 豊洲 → 浜松町（ウォーターズ竹芝） → 浅草吾妻橋
2020年6月19日以降、それまでのお台場海浜公園経由の航路を変更した。2022年1月21日にまん延防止等重点措置が東京都に適用されると休航、お台場海浜公園経由の航路に再変更された。
御座船安宅丸
- ショートクルーズ（廃止＝2019年4月12日）

日の出桟橋 - 船の科学館前（青海客船ターミナル）
以下は2021年5月31日の運航をもって終了。
- ランチクルーズ（団体専用）・アフタヌーンクルーズ
  - 日の出桟橋 -（周遊・お台場付近で折り返し）- 日の出桟橋
- サンセットクルーズ
  - 日の出桟橋 -（周遊・羽田空港付近で折り返し）- 日の出桟橋
- ナイトクルーズ
  - 日の出桟橋 -（周遊・東京ゲートブリッジ付近で折り返し）- 日の出桟橋

東京ビッグサイト・パレットタウンライン
2020年10月より休航。
- 日の出桟橋 - パレットタウン（午後のみ経由） - 東京ビッグサイト - 日の出桟橋

イベント船 ハッピードッグクルーズ
使用船舶「遊」の引退により、2011年1月より休航。愛犬家向けのサービスとして、ドッグ・ウエディングやドッグ・カウンセラーの随伴などを行った。
- お台場海浜公園 -（周遊）- お台場海浜公園
- 日の出桟橋 - お台場海浜公園

船の科学館・しながわ水族館ライン
運休日はしながわ水族館の休館日であった。2008年9月29日の運航を最後に休航。
- 日の出桟橋 - 船の科学館前（青海客船ターミナル） - 大井海浜公園（利用客がいる場合のみ寄港） - しながわ水族館
運航当初は、レインボーブリッジ通過後に品川埠頭北側から直接、京浜運河へ入るショートカット便のほか、大井海浜公園から京浜運河を南に通り抜ける大回り便は城南島南側を通り中央防波堤–船の科学館を経由して日の出桟橋へ運航する設定があった。
「カナールクルーズ」（Canal cruise）と通称された。ほとんどの案内図に「カナールクルーズ」と表記し、船内アナウンスは「キャナルクルーズ」と発音していた英語で「運河」を意味するcanal（キャナル）、カナールはラテン読みによると思われる。[独自研究?]

葛西臨海公園ライン
2006年3月28日の運航を最後に休航。
- 日の出桟橋 - 東京ビッグサイト - パレットタウン - 若洲海浜公園 - 葛西臨海公園

お台場・船の科学館ライン
- 日の出桟橋 - 晴海 - ガスの科学館（団体予約時のみ） - お台場海浜公園 - 船の科学館前（青海客船ターミナル）

浅草・お台場直通ライン
- 浅草吾妻橋 → お台場海浜公園 → 日の出桟橋 → 浅草吾妻橋
「ヒミコ」運航開始当初の航路。
- 日の出桟橋 → お台場海浜公園 → 日の出桟橋 
「ホタルナ」の航路。

現在は「ホタルナ」が往復とも日の出桟橋を経由して運航。
ハーバークルーズ
- 日の出桟橋 -（周遊）- お台場海浜公園
かつての運航はお台場海浜公園で下船させずに、東京港を一周して日の出桟橋へ戻った。

江戸川水上バス
- 葛西臨海公園 - なぎさ公園 - 今井交通公園 - 江戸川スポーツランド
当社が撤退後、海洋商船株式会社が運航を続けたのち、同社倒産により再び休航。

小岩菖蒲園ライン
- 江戸川スポーツランド　- ポニーランド - 篠崎公園 - 小岩菖蒲園

竹芝桟橋 - 13号地
- この航路は、日の出桟橋や台場地区の開発が進む以前に運航した。

## 船舶

### 就航中の船舶
- エメラルダス
2018年就航、132総トン、旅客定員100名
浅草・お台場直通ライン（直行）専用。松本零士デザイン。同氏の漫画作品及びその登場人物「クイーン・エメラルダス」に由来し、船内放送は星野鉄郎、メーテルに加え、エメラルダス役の声優が新たに起用された。

- ヒミコ
2004年就航、旅客定員160名
漫画家松本零士に船内デザインなど依頼。船内放送は『銀河鉄道999』の声優を起用している。
浅草・お台場直通ライン（豊洲経由）専用。前述の通り、一時期はお台場海浜公園を経由せず、ウォーターズ竹芝経由で運行されていた。

- ホタルナ
2012年就航、167総トン、旅客定員261名
浅草・お台場直通ライン（日の出桟橋経由）専用。松本零士デザイン。ヒミコと同様に、船内放送は『銀河鉄道999』の声優を起用している。

- 道灌（どうかん）
1995年竣工、148総トン、墨田川造船建造、旅客定員553名

- 竜馬（りょうま）
1994年竣工、143総トン、墨田川造船建造、旅客定員560名

- 海舟（かいしゅう）
1997年竣工、146トン、墨田川造船建造、旅客定員540名（船体が高い為、主に永代橋以南で運航）

- ジュビリー
1991年竣工、148トン、旅客定員530名[20]（船体が高い為、主に永代橋以南で運航）

- いりす
2002年竣工、横浜ヨット建造、77総トン、登録長27.31m、型幅6.60m、型深さ1.95m、ディーゼル1基、機関出力795PS、旅客定員230名
東京シップサービスより移籍、主にお台場、ビッグサイトラインで使用。

- SUMIDA-I
業務用および救助用。船体側面に「TOKYOCRUISE　PATROL」と朱書きしてある。

- エメラルダス
- ヒミコ
- ホタルナ
- 道灌
- 竜馬
- 海舟
- ジュビリー

### 過去の船舶
御座船 安宅丸（あたけまる）
- 2011年就航、運航は2021年5月に東京都観光汽船から神戸ベイクルーズへ移籍。旅客定員500名。旧称は両備ホールディングス「御座船 備州」。
- クルーズ船として運航。

遊（ゆう）
- 2011年3月に引退、定員479名（就航当初は同600名）
- 元「雪印号」のバージを改造してハッピードッグクルーズ用に運航されていたが、フジテレビとのタイアップにより、同社主催の夏のイベントお台場冒険王の期間中、同局放映のテレビアニメ『ONE PIECE』の海賊船「ゴーイングメリー号」に改装して運航された。イベント期間終了後は元の「遊（ゆう）」に復元され、通常のハッピードッククルーズ専用船として運航していた。

定期点検や団体利用などで通常の船舶が足りなくなった場合は、お台場ラインで代走することもあり、この場合は「晴海」には寄港しない便で運航。また、「お台場ライン」の定期便運航の扱いであり、愛犬を連れた乗船はできなかった。
就航当時は東京港唯一の外輪船でもあった。船高のために水門や隅田川の橋の下を通過できず、係留場所は日の出桟橋か月島が定位置であった。
| 船名                                                                       | 竣工（年） | - 総トン数 - 旅客定員 | 造船所 共同所有者           | 備考 |
| -------------------------------------------------------------------------- | ---------- | --------------------- | --------------------------- | --- |
| マイタウン                                                                 | 1985       | - 118 - 508           | - 墨田川造船 - 船舶整備公団 | |
| スーパーシティ                                                             | 1983       | - 115 - 430           | - 墨田川造船 - 船舶整備公団 | 油圧で昇降する2階デッキの屋根が特徴。末期は老朽化した屋根を撤去し、屋上デッキとして使用。定員は後に258名に変更。京浜フェリーボートに移籍、船名をローズに改称し、横浜港で使用。                                                             |
| すみだ2                                                                    | 1979       | - 124.54 - 320        | - 墨田川造船 - 船舶整備公団 | テレビ朝日製作の番組、「西部警察」や戦隊モノのロケにも船体を提供。 |
| すみだ3                                                                    | 1980       | - 97.84 - 206         | - 墨田川造船 - 船舶整備公団 | 「おとひめ」の代船。客席のテーブルはバーベキューに対応する。改修により船体の塗装を青系から黄色系に変更、当時の最新鋭だった「海舟」に合わせた。引退後、しばらくは月島に係留され、その間に数回、復活して高潮時の隅田川ライン代走として運航。 |
| サンマルコ                                                                 |            | - 12 - 0              | - 0 - 0                     | 新小岩菖蒲園ラインの末期に運航。業務用・警戒船として使用したのち、SUMIDA-Iの投入を迎える。 |
| マルコポーロ                                                               |            | - 19 - 170            | - 0 - 0                     | 構造はほぼフルオープン。同名のまま現存し貸切に対応。 |
| ヴェネツィア                                                               |            | - 14 - 53             | - 0 - 0                     | デッキを屋上にも設けたため、横波時の動揺が大きい。ハウステンボス園内のカナルクルーザーと同型。小岩菖蒲園ライン用として導入されるが、後年はもっぱら江戸川水上バスに投入された。                                                             |
| 快進II号                                                                   |            | - 0 - 0               | - 0 - 0                     | 主に江戸川水上バスで運航。京浜フェリーボートに移籍し、横浜港へ。現在は小改造され、「フロンティア ルーツ」に改称。貸切に対応。 |
| ユアータウン                                                               |            | - 143 - 550           | - 0 - 0                     | |
| 潮音（しおん）                                                             | 1996       | - 56 - 175            | - 0 - 0                     | 東京シップサービスより移籍（旧称「レインボー」）。主にお台場、ビッグサイトの両ラインと、高潮時の隅田川ラインで運航。 |
| アワータウン                                                               | 1988       | - 141 - 550           | - 0 - 0                     | 就航当初の定員は550名。ホームページ上から削除済み（2022年1月時点） |
| リバータウン                                                               | 1990       | - 141 - 550           | - 0 - 0                     | 名称に「○○タウン」のついた最後の船舶。ホームページ上から削除済み（2023年8月時点） |
| 典拠：日本財団 1998, 「表-3.4.3 調達のあっ旋対象船舶一覧表（関東運輸局）」 |            |                       |                             | |

- 御座船 安宅丸
- ゴーイングメリー号
- ユアータウン

## 運航関連施設

### 乗り場

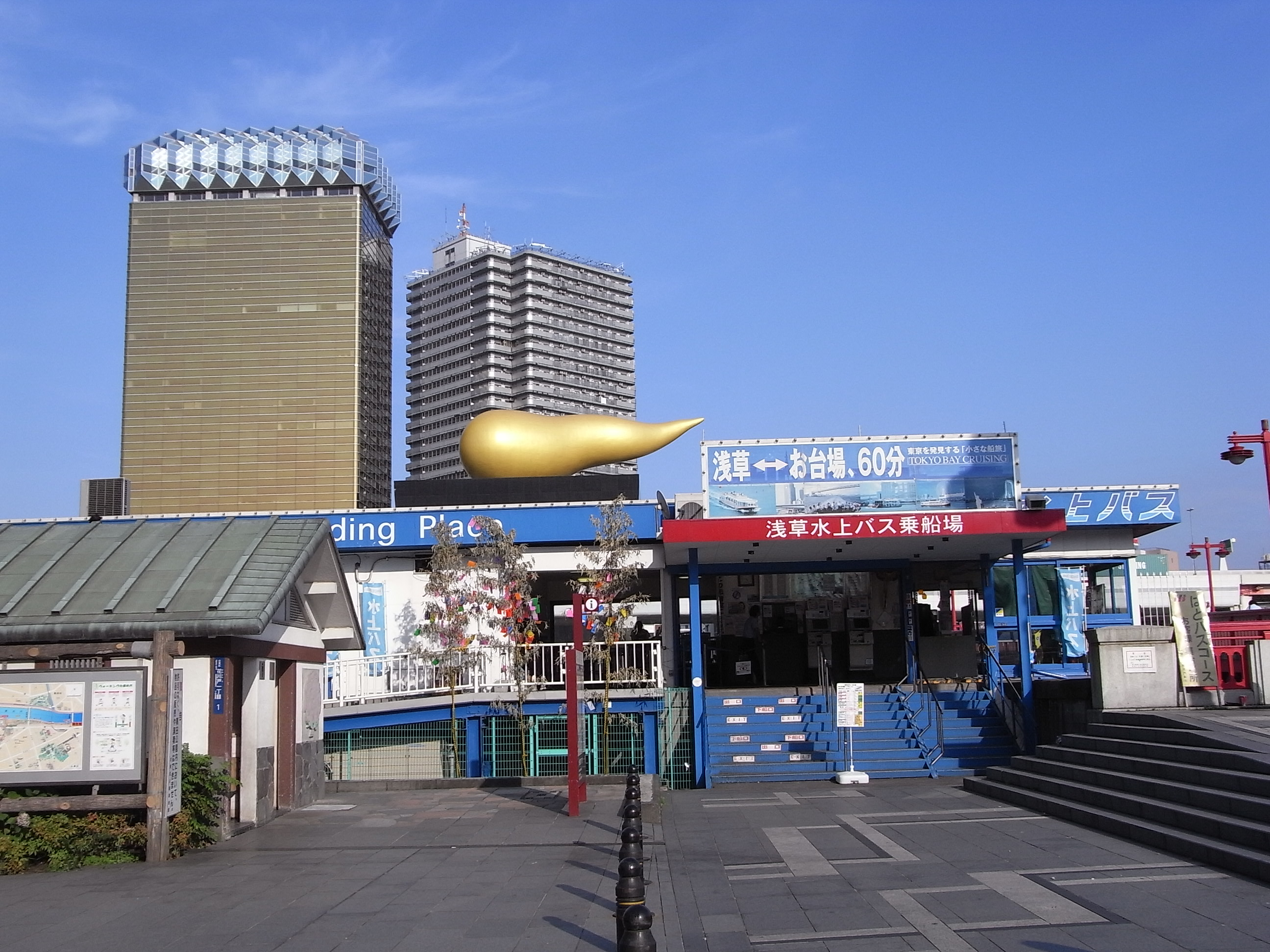
浅草営業所（2008年7月撮影）

- 浅草営業所
東京都台東区花川戸1-1-1
最寄駅・東京メトロ銀座線、都営地下鉄浅草線、東武伊勢崎線浅草駅
隅田川ライン、浅草・お台場直通ライン

- 浜離宮恩賜公園
東京都中央区浜離宮庭園1-1
隅田川ライン（下り便のみ寄航、休園日は通過）

- 豊洲営業所
東京都江東区豊洲2-4-9
最寄駅・東京メトロ有楽町線、ゆりかもめ豊洲駅
浅草・お台場直通ライン（ヒミコライン）[23]

- お台場海浜公園
東京都港区台場1-4-1
最寄駅・ゆりかもめお台場海浜公園駅、台場駅
浅草・お台場直通ライン

#### 日の出桟橋
当社の中枢を担う施設である。運航部のほか、船内売店の事務所と倉庫を置く。
東京都港区海岸2-7-104
最寄駅・ゆりかもめ日の出駅、JR浜松町駅
隅田川ライン、浅草・お台場直通ライン（ホタルナライン）
自社内で南北のA・B両桟橋を南から順に1番–4番と付番している。
A桟橋（南側）を中心に使用。
- A桟橋　南面1番、北面2番
B桟橋　南面3番、北面4番

### 過去の乗り場

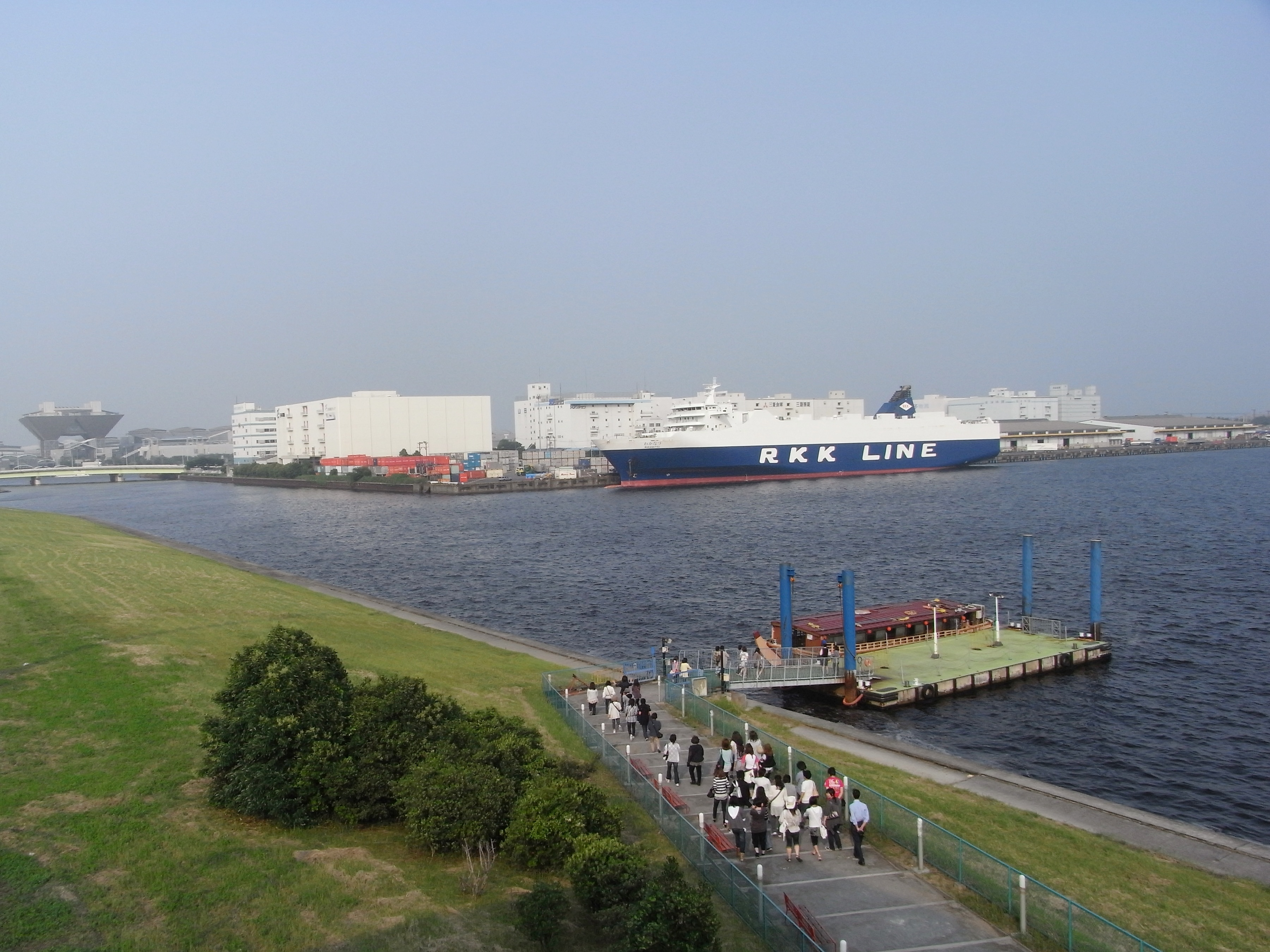
パレットタウン乗り場

以下の乗り場は2022年11月時点、便が発着しない。
- 船の科学館前（青海客船ターミナル）
東京都江東区青海2丁目8-11
最寄駅・ゆりかもめ東京国際クルーズターミナル駅
御座船安宅丸ショートクルーズ

- 晴海
東京都中央区晴海5-10地先
お台場ライン

- 東京ビッグサイト（有明客船ターミナル）
東京都江東区有明3-31
最寄駅・ゆりかもめ東京ビッグサイト駅
東京ビッグサイト・パレットタウンライン

- パレットタウン
東京都江東区青海1丁目地先
最寄駅・ゆりかもめ青海駅
東京ビッグサイト・パレットタウンライン

- 浜松町（ウォーターズ竹芝）
東京都港区海岸1-16
最寄駅・ゆりかもめ竹芝駅、JR浜松町駅
ヒミコライン

### 係船場

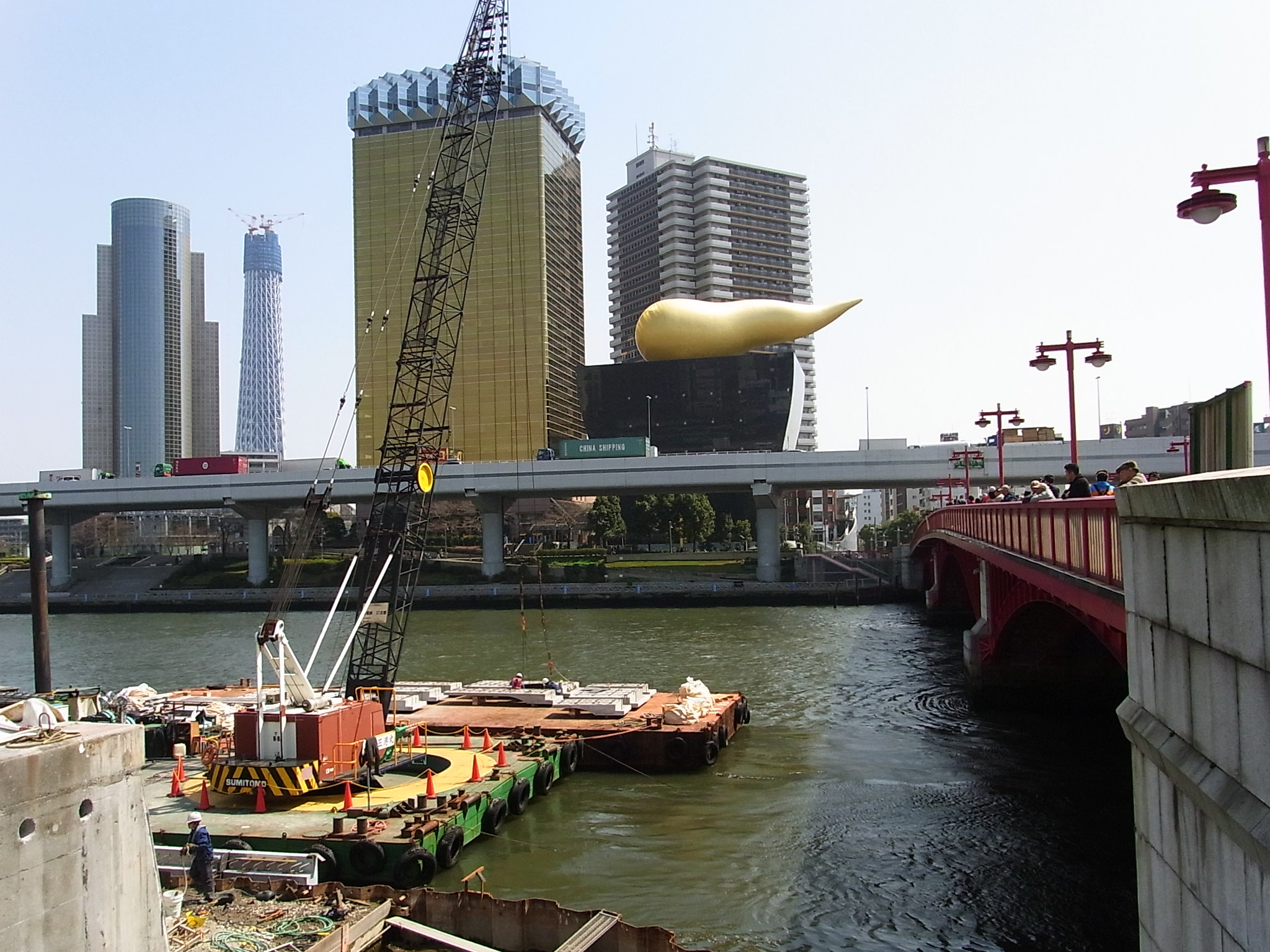
浅草営業所の改築工事（2010年3月撮影）

営業に使用する船舶は以下の場所に係留されている。
竹芝
竹芝客船ターミナルの北側、ニューピア竹芝ノースタワービルに隣接。水門を通過して浜離宮の対岸に位置する。整備中の船を係留しておくこともある。
月島
中央区豊海町の月島警察署に近い。
日の出桟橋
東京港の外側（東京湾口方向）に面し、夜間係船は2番–4番に限る。
1番は通常、夜間係留には使用されない。公共桟橋として緊急時に備えるため、また波が高いときに他船が着桟できるよう、必ず1箇所は桟橋を空けておく。
浅草吾妻橋
隅田川ラインの最終便で浅草に到着した水上バスを係留したが、新営業所の開設後、原則として留め置かない。
日の出桟橋発–浅草行の最終便は浅草桟橋に到着すると、竹芝か日の出桟橋、月島のいずれかに回航し係留場所する。